# Pińska Flotylla Wojenna

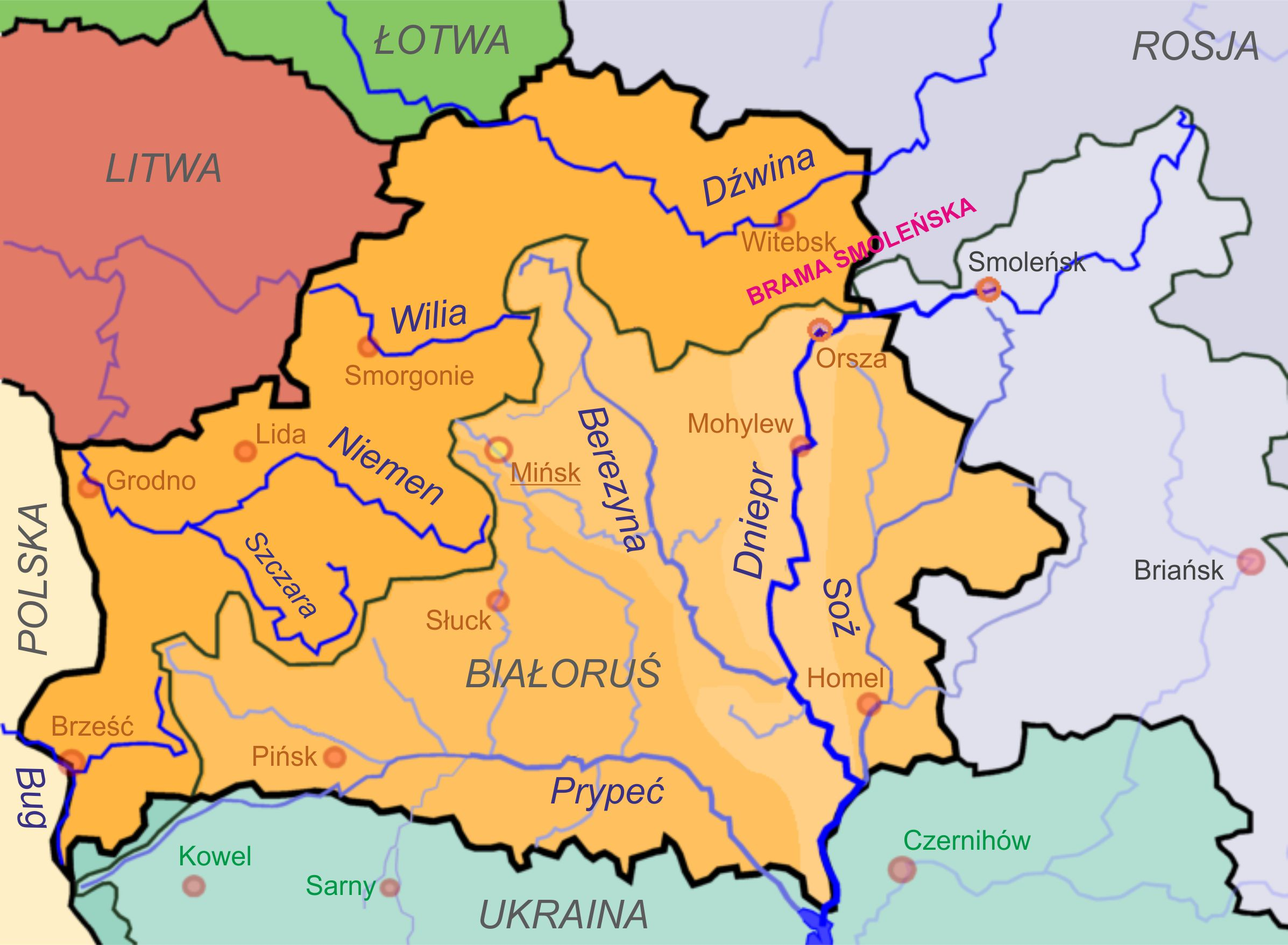
Główny teren działań – Prypeć, Dniepr i Berezyna. Mapa nie obejmuje Kijowa – nieco na południe

Pińska Flotylla Wojenna (ros. Пинская военная флотилия) – radziecka flotylla rzeczna z okresu II wojny światowej.
Flotylla została utworzona 17 lipca 1941 roku dla działań na rzekach Prypeć i Dniepr, z byłej Flotylli Dnieprzańskiej, pozbawionej części okrętów, które przeszły na Dunaj. W jej skład weszły w dużej części zdobyte i wyremontowane polskie jednostki, z dawnej polskiej Flotylli Rzecznej w Pińsku.
W skład flotylli weszło 27 jednostek pływających, eskadra lotnicza, dywizjon przeciwlotniczy i kompania piechoty morskiej. Główną bazą był Pińsk, a tyłową – Kijów. Od lipca 1941 roku główną bazą był Kijów.
Początkowa organizacja Flotylli Pińskiej:
- sztab i dowództwo (w Pińsku)
- dywizjon monitorów: 5 monitorów („Smoleńsk”, „Winnica”, „Witebsk”, „Bobrujsk”, „Żitomir” – dawne polskie)
- dywizjon kutrów uzbrojonych: 14 kutrów
- dywizjon trałowców-minowców: 6 jednostek
- 1 kanonierka
- oddział gliserów (6 gliserów)
- rozpoznawcza eskadra lotnictwa
- oddział szkolny (w Kijowie): 2 monitory („Lewaczew” i „Flagin” – o większym zanurzeniu), 2 kanonierki, 1 trałowiec, oddział kutrów pancernych (6 kutrów)

Po ataku Niemiec na ZSRR flotylla została uzupełniona zmobilizowanymi i uzbrojonymi łodziami i kutrami (na dzień 30 czerwca w skład wchodziły 53 jednostki). 
Do 11 lipca 1941 jej siły były rozdzielone na trzy oddziały:
- Briański – oddział współdziałał z 21 Armią,
- Prypecki (w składzie Frontu Zachodniego) – oddział współdziałał z 4 i 5 Armią,
- Dnieprzański w składzie Frontu Południowo-Zachodniego – oddział współdziałał z 26 i 38 Armią.

## Skład
W skład flotylli wchodziły monitory „Smoleńsk” (eks. polski "Kraków”), „Winnica” (eks. „Toruń”), „Witebsk” (eks. „Warszawa”), „Bobrujsk” (eks. „Horodyszcze”), „Żytomir” (eks. „Pińsk”), „Lewaczew”, „Flagin”, „Żemczużyn”, „Rostowcew” i monitory typu Szyłka (3 w budowie – nieukończone), kanonierki „Trudowoj” (eks. „Zawzięta”), „Biełoruss”  (eks. „Zaradna”), „Wiernyj”, „Pieriedowoj” (bocznokołowa), „Kaganowicz”, „Kreml”, „Stachanow”, „Smolnyj”, stawiacz min „Pina” (eks. „Mątwa”), okręt sztabowy „Pripiat” (eks. „Admirał Sierpinek”), okręty bazy „Bieriezina” (eks. "Hetman Chodkiewicz”), „Niemen” (eks. „Generał Szeptycki”), „PB-2”, „PB-7”, „Biełorussija”, „Udarnik”, „PB-1” i „Jasielda”, dozorowce „Rieka”, SKR-1 "Wodopjanow”, SKR-2 „Puszkin”, SKR-3 „Pariżskaja Kommuna”, SKR-4 „Tiechnik”, SKR-5 „Bolszewik”, SKR-6 „Woroszyłow”, SKR-7 „Karl Marks”, SKR-8 „Fridrich Engels” i kutry dozorowe typu Opyt, trałowce rzeczne №3, №4 i №5, kutry uzbrojone (niektóre opancerzone): №201, №41 (eks polski LKU-25), №42 (eks LKU-26), №43 (eks LKU-27), №44 (eks KU-18), №45 (eks KU-19), №46 (eks polski KM-14), №47 (eks KM-15), №51 (eks KU-1), №52 (eks KU-2), №53 (eks KU-3), №54 (eks KU-21), №136 oraz glisery typu R-10.

### Skład w czerwcu 1941
Dowódca: kontradmirał D. D. Rogaczow

Dywizjon monitorów rzecznych 
- monitory rzeczne – „Lewaczew”, „Bobrujsk”, „Smoleńsk”, „Winnica”, „Żitomir”, „Witebsk”, „Flagin”

Dywizjon kanonierek rzecznych 
- kanonierki rzeczne – „Dimitrow”, „Kaganowicz”, „Krieml”, „Smolnyj”, „Pieriedowoj”, „Wiernyj”, „Trudowoj”, „Biełorus”

Dywizjon trałowo-minowy 
- rzeczny stawiacz min – „Pina”
- trałowce rzeczne – Nr. 01, Nr. 02, Nr. 07, Nr. 08, Nr. 09, Nr. 10, Nr. 31, Nr. 32, Nr. 33, Nr. 34, Nr. 35, RTSzcz 108, RTSzcz 109

Dywizjon dozorowców rzecznych 
- dozorowce – „Wodopljanow”, „Puszkin”, „Pariżskaja Kommuna”, „Tiechnik”, „Bolszewik”, „Woroszyłow”, „Karl Marks”, „Fridrich Engels”, „Ruliewoj”, „Rieka”

Oddział pływających baterii artylerii przeciwlotniczej 
- pływające baterie – „Kokkinaki”, „Łomonosow”

Dywizjon kutrów opancerzonych 
- kutry opancerzone – Nr. 41-47, Nr. 51-57, Nr. 201-206

Dywizjon kutrów dozorowych 
- kutry dozorowe – S 1, S 2, S 3, S 4, S 5, S 6, S 7, S 8, S 9, S 10

Oddział gliserów i półgliserów 
- kutry dozorowe – DM-1, PG-7

Jednostki pomocnicze 
- bazy pływające – „Udarnik”, „Nieman”, „Bieriezina”, „Biełorussija”, „Baza Nr. 1-4”, „Baza Nr. 7”, „Jasielda”
- okręt sztabowy – „Pripiat”
- okręty szpitalne – „Kamanin”, "Mołotow”
- transportowce – „Akademik Studinskij”, „Junyj Lieniniec”
- holowniki – „Fiedieracija”, „Moskwa”, „Gazochod Nr. 33”, „Roza Luksiemburg”, „Karl Libkniecht”, „Krasnoje Znamja”, „Sliesar”
- pasażerskie kutry motorowe – „Bojec”, „Saljut”, „Cziekist”
- pożarniczy kuter motorowy – „PT-12 Junyj Wodnik”
- kuter motorowy – „Udarnik”
- glisery – 6 jednostek (co najmniej)
- półglisery – 7 jednostek (co najmniej)
- beznapędowe warsztaty pływające – 3 jednostki
- beznapędowe barki transportowe – Nr. 138, Nr. 348, Nr. 623, Nr. 625, Nr. 973, Nr. 4486, Nr. 9492
- beznapędowe barki paliwowe – Nr. 1, Nr. 11, Nr. 111, Nr. 113-26, Nr. 213, Nr. 214, Nr. 943, Nr. 9383, Nr. 9486, Nr. 11825, Nr. 11826
- pogłębiarka – Nr. 50

Jednostki oficjalnie niewcielone 
- parowce – „Włast' Sowietow”, „Ilicz””, „Kirow”, „Krupskaja”
- holowniki – „Gomiel”, „Diesna”, „Donbass”, „Miendieliejew”, „Moskwa”, „Tielman”

Jednostki, które prawdopodobnie wcielono w skład flotylli 
- parowiec – "Ulianow”
- kuter nurków – WT-8
- bazy nurków – S-1, S-2
- barki materiałów wybuchowych – WB-51, WB-52
- 10. Samodzielny Dywizjon Artylerii Przeciwlotniczej
- 874. Bateria Artylerii Przeciwlotniczej
- 875. Bateria Artylerii Przeciwlotniczej
- 876. Bateria Artylerii Przeciwlotniczej
- 46. Eskadra Lotnicza – 18 samolotów
- 6. Samodzielna Kompania Piechoty Morskiej

### 11 lipca 1941
Berezyński oddział okrętów rzecznych 
- monitory rzeczne – „Żytomir”, „Winnica”, „Witebsk”, „Smoleńsk”
- kanonierki rzeczne – 2 jednostki
- dozorowce rzeczne – 2 jednostki
- kutry opancerzone – 5 jednostek
- pływająca bateria przeciwlotnicza – 1 jednostka

Prypecki oddział okrętów rzecznych 
- monitory rzeczne – „Bobrujsk”
- dozorowce rzeczne – 4 jednostki
- kutry opancerzone – 2 jednostki
- pływająca bateria przeciwlotnicza – 1 jednostka
- okręt szpitalny – 1 jednostka

Dnieprowski oddział okrętów rzecznych 
- monitory rzeczne – „Lewaczew”, „Flagin”
- kanonierki rzeczne – „Pieriedowoj”, „Smolnyj”, „Krieml”, „Kaganowicz”, „Trudowoj”, „Biełorus”, „Wiernyj”
- kutry opancerzone – 7 jednostek
- baterie przeciwlotnicze – 2 jednostki
- stawiacz min – „Pina”
- dywizjon trałowców

W sierpniu do flotylli dołączyły wcielone do niej 22 lipca monitory „Żemczużyn” i „Rostowcew”, przeniesione z powrotem z Flotylli Dunajskiej.
Okręty flotylli okazywały artyleryjskie wsparcie broniącym się wojskom, uderzały po żywej sile i sprzęcie przeciwnika, broniły przepraw przez rzeki, osłaniały odwroty przez wodne przeszkody. Flotylla sprzyjała długotrwałemu zachowaniu przepraw przez Dniepr i reorganizacji wojsk Armii Czerwonej do obrony na lewym brzegu. Pomiędzy sierpniem a wrześniem flotylla uczestniczyła w obronie Kijowa.
Po opuszczeniu basenu rzeki Dniepr i Kijowa 18 września przez wojska 37 Armii, marynarze flotylli na rozkaz dowództwa wysadzili swoje jednostki i, zszedłszy na brzeg, prowadzili walki osłaniające odejście wojsk (do 28 września). Skład osobowy wyszedł z okrążenia i walczył potem w składzie Flotylli Wołżańskiej.

## Dowódcy
Dowodzący flotyllą kontradmirał D. Rogaczew został ranny i ewakuowany samolotem do szpitala. 

## Rozformowanie
5 października 1941 roku flotylla została rozwiązana.